# Parafia Niepokalanego Serca Najświętszej Maryi Panny w Ławszowej
Parafia Niepokalanego Serca Najświętszej Maryi Panny w Ławszowej – parafia rzymskokatolicka w dekanacie Bolesławiec Zachód w diecezji legnickiej.  Jej proboszczem od dnia 27.06.2016 jest ks. mgr Krzysztof Zimnicki. Obsługiwana przez księży diecezjalnych. Erygowana w 1988 roku.